# Bletia
Bletia – rodzaj roślin z rodziny storczykowatych (Orchidaceae). Obejmuje 52 gatunki i 3 hybrydy występujące w Ameryce Południowej, Środkowej i Północnej w takich krajach i regionach jak: Argentyna, Bahamy, Belize, Boliwia, Brazylia, Kajmany, Kolumbia Kostaryka, Kuba, Dominikana, Ekwador, Salwador, Gujana Francuska, Gwatemala, Gujana, Haiti, Honduras, Jamajka, Leeward Islands, Meksyk, Nikaragua, Panama, Paragwaj, Peru, Portoryko, Trynidad i Tobago, Wenezuela, Windward Islands, południowo-wschodnie i centralne stany USA.

## Systematyka
Rodzaj sklasyfikowany do podplemienia Bletiinae w plemieniu Epidendreae, podrodzina epidendronowe (Epidendroideae), rodzina storczykowate (Orchidaceae), rząd szparagowce (Asparagales) w obrębie roślin jednoliściennych.
Wykaz gatunków
- Bletia adenocarpa Rchb.f.
- Bletia altilamellata Garay
- Bletia amabilis C.Schweinf.
- Bletia antillana M.A.Diaz & Sosa
- Bletia arizonica (S.Watson) Sosa & M.W.Chase
- Bletia brevicaulis (L.O.Williams) Sosa & M.W.Chase
- Bletia campanulata Lex.
- Bletia candida Kraenzl.
- Bletia carabiaiana L.O.Williams
- Bletia catenulata Ruiz & Pav.
- Bletia coccinea Lex.
- Bletia colemanii (Catling) Sosa & M.W.Chase
- Bletia concolor Dressler
- Bletia corallicola (Small) Sosa & M.W.Chase
- Bletia ensifolia L.O.Williams
- Bletia fallax (M.I.Rodr. & R.González) Sosa & M.W.Chase
- Bletia florida (Salisb.) R.Br.
- Bletia gracilis G.Lodd.
- Bletia greenmaniana L.O.Williams
- Bletia greenwoodiana Sosa
- Bletia hamiltoniana (Ackerman & Whitten) Sosa & M.W.Chase
- Bletia hoffmannii (M.A.Díaz & Llamacho) Sosa & M.W.Chase
- Bletia lilacina A.Rich. & Galeotti
- Bletia macristhmochila Greenm.
- Bletia meridana (Rchb.f.) Garay & Dunst.
- Bletia mexicana (Greenm.) Sosa & M.W.Chase
- Bletia mixtecana Salazar & C.Chávez
- Bletia neglecta Sosa
- Bletia nelsonii Ames
- Bletia netzeri Senghas
- Bletia nitida (L.O.Williams) Sosa & M.W.Chase
- Bletia parkinsonii Hook.
- Bletia parva Sosa & M.W.Chase
- Bletia patula Hook.
- Bletia punctata Lex.
- Bletia purpurata A.Rich. & Galeotti
- Bletia purpurea (Lam.) A.DC.
- Bletia reflexa Lindl.
- Bletia revoluta (Correll) Sosa & M.W.Chase
- Bletia riparia Sosa & Palestina
- Bletia roezlii Rchb.f.
- Bletia santosii H.Ávila, J.G.González & Art.Castro
- Bletia sarcophylla Rchb.f.
- Bletia spicata (Walter) Sosa & M.W.Chase
- Bletia stenophylla Schltr.
- Bletia tenuifolia Ames & C.Schweinf.
- Bletia urbana Dressler
- Bletia villae Soto Arenas
- Bletia volubilis M.A.Díaz
- Bletia warfordiana Sosa
- Bletia warnockii (Ames & Correll) Sosa & M.W.Chase
- Bletia wrightii Acuña

Wykaz gatunków
- Bletia × ekmanii Serguera & Sánchez Los.
- Bletia × similis Dressler
- Bletia × tamayoana S.Rosillo ex Soltero